# Jean Chouan
Pour les articles homonymes, voir Cottereau et Chouan (homonymie).
 (avril 2017).
Jean Chouan, de son vrai nom Jean Cottereau, né le 30 octobre 1757 à Saint-Berthevin et mort en juillet 1794 à Olivet, est, avec ses frères Pierre, François et René Cottereau, un des chefs de l'insurrection contre-révolutionnaire et royaliste qui s'est développée en Mayenne en 1792 et 1793. Son surnom « Jean Chouan » est à mettre en relation avec son rôle dans la Chouannerie du Bas-Maine. Il était aussi surnommé « le gars mentoux » (le gars menteur en patois mayennais).

## Origine
Jean Cottereau naît dans une maison de bûcheron-sabotier de la forêt de Concise dans la Mayenne. Fils de Pierre Cottereau dit Chouan, et de Jeanne Moyné, son épouse, il naît le 30 octobre 1757, en la paroisse de Saint-Berthevin, près de Laval.

## Avant la Révolution française
Il n'est pas que des légendes favorables à Jean Cottereau. L'une d'elles, dont nous ne connaissons pas la source, raconte qu'avant 1780, il est surpris à Olivet, près de Saint-Ouën-des-Toits où la famille s'est installée, en compagnie d'autres garçons et de son frère René, à boire de l'alcool frauduleux. Ils frappent très violemment deux employés aux aides[réf. incomplète]. Un chirurgien déclare que l'un d'eux est alors intransportable. Les frères Cottereau et leurs complices sont condamnés à payer les médicaments et les aliments nécessaires au blessé.
Du côté de la mère de Jean Chouan (Jeanne Moyné), on trouve un Pierre Anjuère, prêtre curé de Saint-Pierre-la-Cour, ainsi qu'un Nicolas Moyné, prêtre curé de La Croixille, lequel avait de nombreuses terres sur sa paroisse et celle de Bourgon, dont certaines étaient louées à Julien Pinçon et Pierre Huet, chouans notoires.

### La condamnation à mort
En 1780, âgé de 23 ans, Jean Cottereau est poursuivi pour avoir d’abord rossé un nommé Marchais qu’il soupçonnait de l’avoir vendu aux gabelous, puis pour avoir, avec son ami Jean Croissant, tué à coups de ferte un agent de la gabelle, Olivier Jagu, dans une auberge de Saint-Germain-le-Fouilloux.
Condamné à mort par contumace, son exécution en effigie a lieu en même temps que celle de Jean Croissant le 26 juillet 1781. Il disparaît à cette époque, peut-être engagé au régiment de Turenne en garnison à Lille sous un faux nom. Il n'était pas resté dans le pays. D'autres sources indiquent que sa mère alla demander sa grâce au roi,. En tout état de cause, la procédure engagée contre lui en 1780 est reprise en 1785. Il y a toute apparence, si l'on rapproche les souvenirs de René, frère seul survivant de la famille, de cette absence prolongée, que le contrebandier s'était enrôlé dans quelque garnison lointaine.

### La prison
Jean Cottereau est arrêté le 18 mai 1785 aux Mesliers, au Bourgneuf-la-Forêt. Interrogé, il nie toute participation au meurtre du gabelou. Il paraît devant le juge criminel, nie comme avait nié Jean Croissant, mais plus heureux que lui, n'est pas chargé par les témoins dont certains sont morts, d'autres indécis, d'autres excusés. Le procureur René Enjubault de la Roche ne peut donc requérir, le 9 septembre 1785, qu'un plus ample informé qui fait maintenir le prévenu un an en prison.
Libéré le 9 septembre 1786, il est transféré aussitôt au dépôt de mendicité de Rennes, par lettre de cachet en date du 2 août 1786, sur l'avis de l'intendant de Tours, et il y séjourne 3 ans. À sa sortie, il s'engage comme domestique chez Marie Le Bourdais, fille de notaire et veuve d'Alexis Ollivier, une cousine demeurant à la Besnerie, paroisse d'Olivet. Son fils, l'abbé Alexis Ollivier, protecteur de Jean Chouan, était propriétaire de plusieurs métairies sur Olivet et le Genest.

## La Révolution française

### Le mécontentement
La Révolution française éclate. Elle supprime le 1er décembre 1790 les gabelles, ce qui réduit à la misère plus de 2 000 familles qui ne vivaient que du commerce frauduleux du sel. Ces contrebandiers, dont fait partie la famille de Jean Chouan, se rangèrent alors naturellement parmi les ennemis de la République.
D'autre part, les prêtres propriétaires fonciers sont arrachés à leurs paroisses et remplacés par des prêtres sans biens ayant prêté serment à la Constitution civile du clergé, dès le début de l'année 1791. Mais, surtout, les possessions du clergé, biens de première origine, sont mises en vente pour tenter de remplir les caisses du Trésor royal totalement vides. Le roi est emprisonné. Les mécontentements se manifestent.
Jean Chouan qui, avec ses trois frères, s'était fait remarquer par son courage et par sa haine contre le parti républicain, fut choisi pour chef par la première bande réunie dans la forêt du Pertre, donnant ainsi son nom à la guerre et aux soldats.

### Début des troubles
Les troubles commencèrent bien avant le tirage au sort d'août 1792. Ainsi, les sœurs de Jean Chouan s'en prirent, avec d'autres femmes, au curé Nicolas Pottier, prêtre assermenté de Saint-Ouën-des-Toits, donc déclaré intrus. Elles menacèrent de le faire rôtir ou de le noyer dans l'étang. Une des deux sœurs est emprisonnée avec d'autres pendant un mois.
En septembre 1791, le maire de Bourgon, acquéreur de biens nationaux, vit le tas de fagots appuyé à sa maison incendié par des inconnus. Le jour de la Saint-Pierre 1792, en pleine assemblée paroissiale, des esprits échauffés par la boisson s'en prirent à nouveau au maire de Bourgon dont ils saccagèrent la maison. Jean Chouan et les Frères Pinçon - tous connus sous le nom de bande des oiseaux - s'installèrent dans le cabaret de François Fortin et supervisèrent les opérations, menées par François Blanchet et Gilles Bertier. Selon les témoignages de l'époque, la troupe de Jean Chouan ne comptait ce jour-là que 15 hommes. Lorsqu'il rejoignit le prince de Talmont à Laval, il lui avoua que son renfort ne comptait que 17 hommes, lui et son frère François compris. Le colonel de Pontbriand, dans ses Mémoires, ne lui en reconnaît que de 20 à 40.

### Le marquis de la Rouërie
Le marquis de la Rouërie organisait en Bretagne la conjuration qui a donné naissance à la chouannerie bretonne, nommée ainsi par extension. Quand le marquis vint chez son cousin de Farcy à Launay-Villiers, où il passa trois mois (mai, juin et juillet 1792), il trouva dans les cantons limitrophes de la Bretagne les esprits préparés pour l'action. En avril 1792, Jean Chouan aurait été aperçu à Bourgon dans une manifestation en faveur des prêtres réfractaires.
Aucun document ne rapporte que Jean Cottereau rencontrât le marquis, chef des membres éminents de l'Association bretonne, ni le prince de Talmont. Pourtant, si l'on convient que le marquis de la Rouërie a demeuré pendant trois mois à Launay-Villiers, on imagine que la faible distance entre ce château et Le Bourgneuf, soit quatre kilomètres, aurait pu favoriser une quelconque entrevue.
Personnage très indépendant qui demeurera le seul chef de la chouannerie mayennaise, il ne reçut aucun grand commandement, lui, ce franc-tireur, spécialiste en embuscades en pays de bocage, éloigné de la stratégie militaire des batailles rangées.

## Chouannerie

### Début du conflit
La chouannerie trouve sa source dans le soulèvement le jour de la levée en masse et du tirage au sort du 15 août 1792. Rien n'avait été prémédité ni commandité. Sur l'ensemble du territoire mayennais, à la lisière de la Bretagne, ce fut un concert de protestations populaires, à l'instar du cri de colère poussé par Cottereau dans l'église de Saint-Ouën-des-Toits, où il ameute les paysans lors d’une tentative d’enrôlement de volontaires, bouscule les gendarmes et constitue une bande.
Le soir du 26 septembre, des gardes nationaux de la Baconnière et d'Andouillé tombent dans une embuscade tendue par Jean Cottereau.
Depuis cet épisode, les insurgés sont des Chouans ; leurs combats avec les escortes, avec les postes républicains, avec les gardes nationaux d'Andouillé, de la Baconnière, avec les forgerons de Port-Brillet se renouvellent par intervalles. Entre-temps, Jean Cottereau part se cacher en Bretagne, près de Saint-M'Hervé, pour établir la liaison avec les émigrés et s'aboucher avec les autres chefs reconnus.

### Rôle militaire
Il joue un rôle actif dans la contre-révolution, favorise l’émigration. Sa tête étant mise à prix, il tente en vain, en mars 1793, de gagner l’Angleterre. Il semblerait qu'il se rendit à Granville pour quitter la France. Mais une surveillance rigoureuse avait été mise en place et il ne trouva ni barque ni pêcheur. À partir du mois d'avril, Jean Chouan et sa bande sont l'objet journalier des préoccupations du Directoire. La garde nationale de La Brûlatte est pendant deux jours à la recherche du nommé Cottereau dit Chouan, et travaille à dissiper les attroupements qui se sont formés à Saint-Ouën.
Il est reconnu par l'administration avec son frère comme le chef de la coalition. Le 13 mai 1793, les frères Chouans s'emparent d'une vingtaine de fusils entreposés dans la mairie du Genest.

« Caché dans le bois de Misedon, à une trentaine de km à l'est de Vitré et à 15 km à l'ouest de Laval, [Jean Chouan] est à la tête d'une petite bande d'une trentaine de paysans, auxquels s'ajoute, après mars 1793, un nombre plus élevé d'insoumis, et c'est environ 500 hommes qui rejoignent les Vendéens lors de la Virée de Galerne en octobre 1793. »

Prévenu des attroupements du Bourgneuf, de La Gravelle, de Saint-Ouën, et surtout de Bourgon, le Directoire décrète aussitôt l'arrestation des Cottereaux, dit Chouans, de leur mère, de la veuve Alexis Ollivier, leur tante, du nommé Salmon, soupçonné de leur donner refuge. Il fait arrêter également des gens de la maison de Fresnay, soupçonnée de leur fournir également des choses qui leur sont nécessaires. Le directoire du département estime que le principal chef de ces rassemblements se nomme Pontavice et est de la ville de Fougères et décide de prévenir le district de Fougères et de faire arrêter ou de faire surveiller exactement le nommé Pontavice.. Le 26 mai 1793, une expédition contre les Chouans les manque près de La Gravelle. Jean Chouan et ses compagnons se réfugient dans le bois des Effretais.
L'administration départementale, totalement paniquée, fait arrêter des membres de la famille Cottereau et plusieurs de leurs amis. René Cottereau est effectivement arrêté avec Jeanne Bridier, sa femme mais on le relâche parce qu'il n'est coupable que d'être frère des Cottereau. Perrine, sa sœur, Guy Ollivier et Pierre Gauffre sont maintenus en prison, 1er juin. Salmon, copieusement pillé par les chouans, est également libéré et placé sous contrôle de Guerchais, commandant la garde nationale de La Gravelle.
Le 18 juin 1793, après avoir désarmé les patriotes du Bourgneuf, les Pinçon et Cottereau gagnèrent les landes de Saudre et de la Brossinière (ou Brécinière) et y interceptèrent huit soldats républicains qui rentraient de Nantes sur Ernée. Ils en tuèrent un, en blessèrent un autre et firent deux prisonniers.
On croit savoir qu'un des frères François Cottereau s'est blessé d'un coup de fusil et qu'il est caché au village de Saint-Roch à Changé ; on l'y cherche mais vainement, 10 juillet. Le même jour et avec le même succès on fouille des caves du château de Saint-Ouën où doivent être les armes des Chouans. Beurin, adjudant major du 31e bataillon de la réserve, cantonné dans le presbytère de Bourgon, est depuis plusieurs jours avec ses hommes à la poursuite de la bande Cottereau dit Chouan, 27 juillet. Guerchais, commandant de la garde nationale de La Gravelle fouille la lande d'Olivet, le bois de Misedon, la forêt du Pertre, Port-Brillet, etc.. qui étaient des repaires de la ligue des Cottereaux, 17 août 1793. La garde nationale de Courbeveille est à la recherche des Cottereau dit Chouans, à Loiron, Montjean, etc., août, septembre. Il est difficile de croire que les chouans aient pu opérer sur une étendue aussi vaste, d'autant qu'on les retrouve également dans les communes situées entre Vitré et Fougères : il s'agit de la légende de Jacques Duchemin des Cepeaux.

### La virée de Galerne

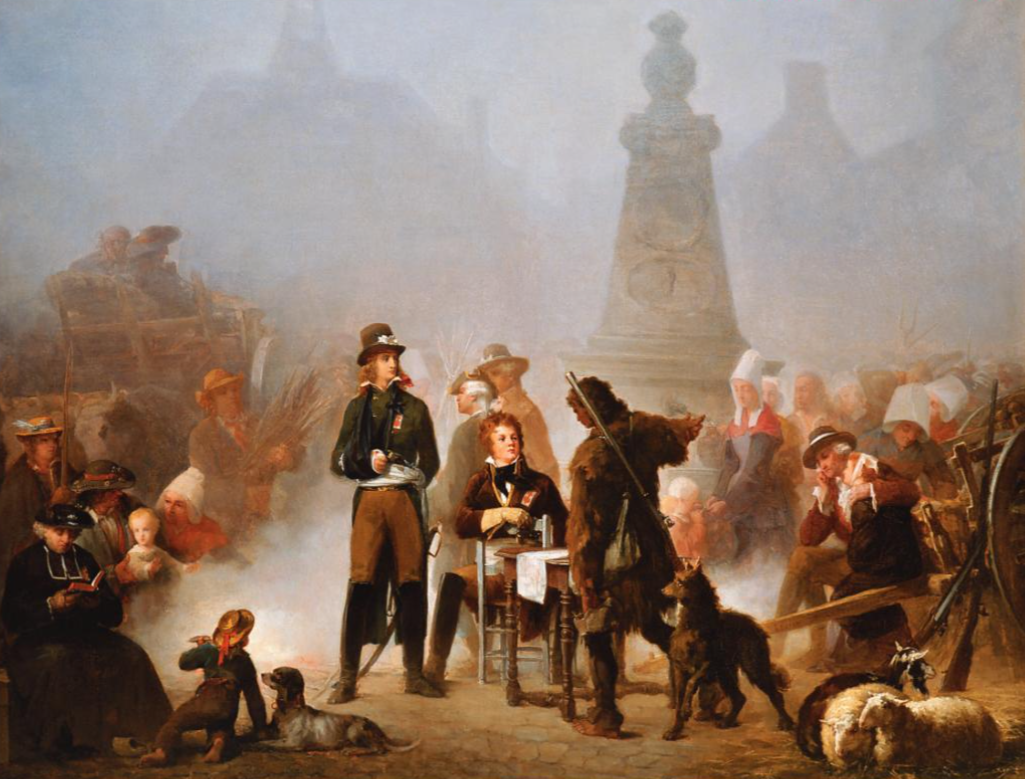
Henri de La Rochejaquelein, le prince de Talmont et Jean Chouan à Mayenne en 1793, huile sur toile de Lucien Nouël de Latouche, 1864, Historial de la Vendée.

En octobre 1793, il rejoint l’armée des Vendéens à Laval. Son intervention contribue efficacement à la victoire de cette armée à la bataille d'Entrammes.
Il participe à la virée de Galerne jusqu’à la sanglante défaite du Mans, le 13 décembre 1793.

### Le repli à Misedon
Il se replie alors dans son bois de Misedon, où il continue la lutte sur un terrain qui lui est plus favorable que celui d’une bataille rangée. Jean Chouan mettait surtout beaucoup de zèle pour sauver les prêtres, et il a protégé la fuite d'un grand nombre ; il en a conduit plusieurs jusqu'à Granville pour leur faciliter les moyens de s'évader.
Il tente pour sauver le prince de Talmont, sur le chemin de Vitré à Laval, un coup de main qui avorte. Mais le ravitaillement est difficile dans un pays sillonné par les troupes républicaines.

### Insurrection royaliste
L'insurrection royaliste du Bas Maine commença vers le mois de mai 1794, et forma six divisions, qui prirent le nom de leurs chefs ; mais la troupe, garda le nom générique de Chouans.

## Décès
Les circonstances de son décès ont été évoquées de différentes manières,,,.
Alphonse de Beauchamp reproduisit le récit de Renouard, en l'ornant de quelques circonstances nouvelles.
Environ trente ans après les faits, dans ses Lettres sur l'origine de la Chouannerie, Jacques Duchemin des Cepeaux recueillit des détails auprès d'anciens chouans et donna de la mort de Jean Chouan un récit différent.
En juillet 1794, il est reconnu dans une métairie dite la Babinière, appartenant à la famille Ollivier et où résidait son frère René, marié en 1792; poursuivi, il attire sur lui le feu des républicains de la forge de Port-Brillet, pour permettre à sa belle-sœur, enceinte, de s’échapper. Jean Cottereau demeure à l'arrière-garde et reçoit une balle dans l'abdomen. Il réussit à se cacher et est transporté dans les fourrés où il meurt le 28 juillet 1794. Sa tombe n’a pas été retrouvée. Toutefois on ne retrouve pas la trace de l'enfant dont sa belle-sœur était enceinte. Le récit de Jacques Duchemin des Cepeaux souffre, dès sa première ligne, d'un manque de sens critique et d'analyse : René Cottereau était marié depuis deux ans à Jeanne Bridier et ils vivaient à la métairie de la Petite Babinière, qui n'est pas située en lisière du bois de Misedon. La course poursuite aurait donc été assez longue et cette erreur donne au récit un tour assez surréaliste.

## Autres membres de la famille
Ses deux sœurs, Perrine et Renée Cottereau sont arrêtées, conduites à Laval où elles sont jugées par la Commission militaire révolutionnaire du département de la Mayenne et guillotinées le 20 avril 1794,. Pierre est arrêté, jugé par la même commission et guillotiné quelques jours après.
Le 5 avril 1794, François Cottereau s'empare du bourg de La Baconnière, désarme la garde nationale, pénètre dans l'église et fait sonner l'Angelus : il meurt après s'être blessé avec son fusil, à moins qu'il n'ait été tué par les forgerons de Port-Brillet.
Seul survécut René Cottereau, mort en 1846.

## Historiographie

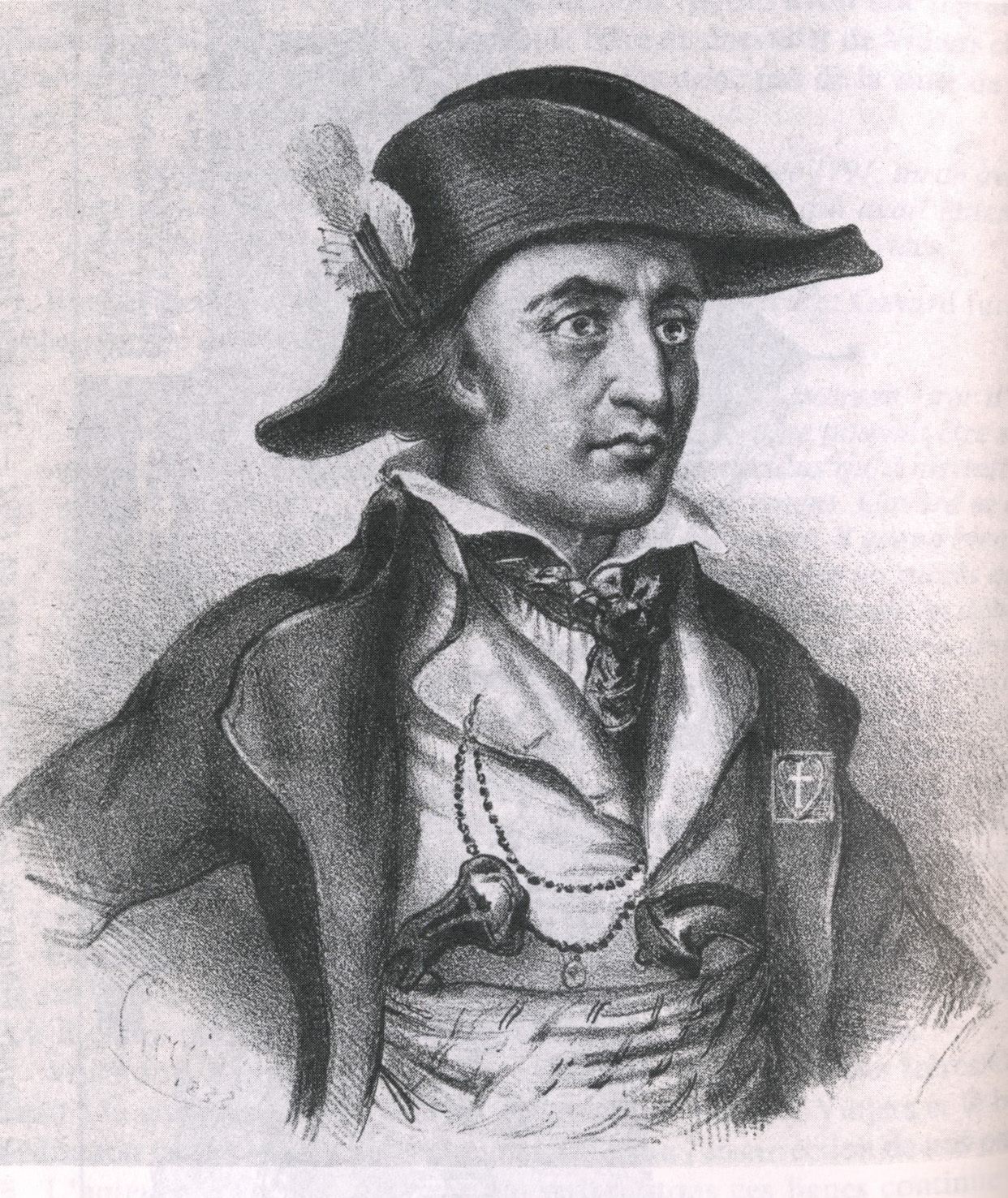
Portrait imaginaire de Jean Chouan, en 1833.

Une grande partie des biographies de Jean Chouan repose sur l'ouvrage de Jacques Duchemin des Cepeaux, œuvre rédigée en 1825 à la demande de Charles X, et repris par de nombreux historiens qui acceptent la version de Duchemin des Cepeaux, sans citer toujours la source à laquelle ils l'empruntent : Jacques Crétineau-Joly, Théodore Muret, le docteur Lepelletier de la Sarthe, Albert Lemarchand, Eugène Veuillot, l'abbé Paulouin,, le Supplément de la Biographie Michaud.
La gloire dont est entouré le personnage de Jean Chouan doit donc beaucoup à l'historiographie royaliste, et sa notoriété est finalement plus posthume qu'immédiate. L'ouvrage de Duchemin des Cepeaux est souvent considéré comme une œuvre partisane : l'abbé Paulouin, qui publie peu après lui, fait grief à son prédécesseur de ne pas avoir interrogé l'ensemble des Chouans survivants, dans le but selon lui de faire passer au premier plan la chouannerie du Bas-Maine aux dépens des autres provinces (Paulouin ne se montre néanmoins pas plus impartial sur ce point). Une critique des vers que Victor Hugo lui consacre dans La Légende des siècles est d'ailleurs l'occasion pour Léon de La Sicotière de repréciser les exagérations reprochées à Duchemin, mais également de reconnaître la précision des éléments recueillis, malgré les défauts de leur présentation. Dans sa critique de l'ouvrage de Victor Duchemin sur le sujet en 1889, Germain Lefèvre-Pontalis estime lui aussi que ce que l'on sait alors de Cottereau tient plus de la fable ou de la légende. À l'époque contemporaine, Jean-Marc Ovasse de l'ITEM, dans son examen de Quatrevingt-treize de Hugo, précise que la vision de Duchemin des Cepeaux, déjà enjolivée, est dépassée par l'hagiographie du poète dans La Légende des siècles.
Un tableau représentant la dernière bataille, peint par Raoul Salaün est conservé dans les collections du musée de Parthenay.

## Romans et postérité
- Honoré de Balzac a tiré de ce flou historique deux personnages dans son roman Les Chouans (1829) :
  - Pille-Miche, qui est guillotiné en 1809 dans le dernier roman de la Comédie humaine : L'Envers de l'histoire contemporaine,
  - Marche-à-Terre qui s'enrichit dans le commerce en 1816.
- Jules Verne en fait un des personnages de son roman Le Comte de Chanteleine où il apparait dès le chapitre II puis sous le nom de Jean Chouan au chapitre XII[52].
- Arthur de Gobineau, dans la Chronique rimée de Jean Chouan et de ses compagnons[53] a restitué un poème sur la mort de Jean Chouan.
- Victor Hugo a donc publié dans La Légende des siècles[54], une pièce de vers sur la mort héroïque de Jean Chouan, frappé victime de son dévouement, en protégeant, au prix de sa vie, celle de sa belle-sœur poursuivie par les Bleus et qui, grosse et épuisée, allait tomber entre leurs mains.
- Un jeune collégien, se prétendant « le seul descendant direct de Jean Chouan », s'avisa d'adresser à Victor Hugo une lettre de remerciement et d'adhésion politique ; de son côté, Victor Hugo lui en envoya une de congratulation sur sa conversion à la lumière. Toutes deux furent, naturellement, livrées à la publicité ; elles n'avaient été écrites qu'à cette fin[55].
- Le même type de tentative de supercherie aura lieu sur le personnage de René Chouan, frère de Jean Chouan à la fin du XIXe siècle. À ce sujet, ses descendants, les dames Lelièvre et Courcelle, petites filles de René Chouan, avaient fait annoncer dans l'Indépendant de l'Ouest, en octobre 1879, que c'était à elles seules que devaient s'adresser les personnes désireuses d'obtenir des renseignements sur leur famille.
- Une eau-forte de Tancrède Abraham[56] représente l’Arbre près duquel fut tué Jean Cottereau (dit le Chouan)[57]

## Vue romanesque
« [...] Il y eut deux Vendées, la Grande qui faisait la guerre des forêts, la Petite qui faisait la guerre des buissons ; là est la nuance qui sépare Charette de Jean Chouan. La Petite Vendée était naïve, la Grande était corrompue ; la Petite valait mieux. Charette fut fait marquis, lieutenant général des armées du Roi et Grand-Croix de Saint-Louis ; Jean Chouan resta Jean Chouan. Charette confine au bandit, Jean Chouan au paladin ........ La Rochejaquelein n'est qu'Achille, Jean Chouan est Protée.. [...] »

Victor Hugo, Quatrevingt-Treize

« La proscription des princes, la religion détruite ne furent pour les Chouans que des prétextes de pillage, et les événements de cette lutte intestine contractèrent quelque chose de la sauvage âpreté qu'ont les mœurs en ces contrées. Quand de vrais défenseurs de la monarchie vinrent recruter des soldats parmi ces populations ignorantes et belliqueuses, ils essayèrent, mais en vain, de donner, sous le drapeau blanc, quelque grandeur à ces entreprises qui avaient rendu la chouannerie odieuse et les Chouans sont restés comme un mémorable exemple du danger de remuer les masses peu civilisées d'un pays (...) La religion ou plutôt le fétichisme de ces créatures ignorantes désarmaient le meurtre de ses remords. »

Honoré de Balzac, Les Chouans (1829)